# Joachim Gauck
Joachim Gauck (n. 24 ianuarie 1940, Rostock, Reich-ul German) este un activist pentru drepturi cetățenești din fosta RDG, de profesie pastor luteran, președinte federal al Germaniei între 2012 și 2017.
Între anii 1990 și 2000 a deținut funcția de Comisar federal pentru arhivele Stasi.

## Alegerea în funcția de președinte federal
La 19 februarie 2012, în urma convorbirilor dintre partidele CDU, CSU, FDP (aflate la guvernare), precum și SPD și Verzii (aflate în opoziție), a fost declarat drept candidat comun la funcția de președinte (federal) al Germaniei (Bundespräsident). Postul de președine federal fusese deținut până la 17 februarie de Christian Wulff (CDU), care a fost nevoit să demisioneze în urma unor acuzații de corupție.
La 18 martie 2012 adunarea (Convenția) Federală (Bundesversammlung) l-a ales pe Gauck încă din primul scrutin, cu mare majoritate, drept nou președinte al Germaniei. Învestirea sa în funcție a avut loc în Berlin la 23 martie 2012.

## Relațiile cu societatea civilă din România

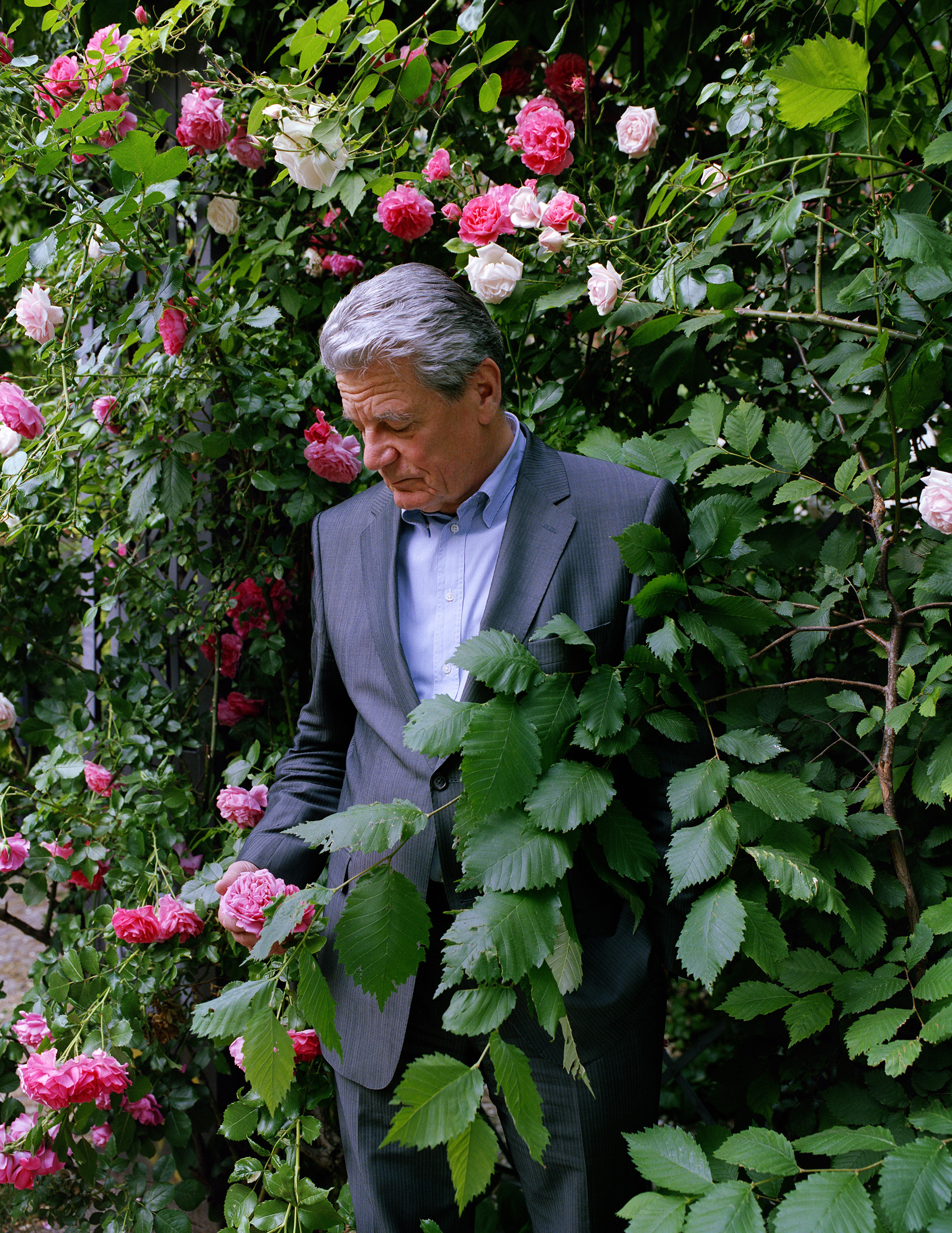
Joachim Gauck fotografiat de Oliver Mark, Berlin 2010

Joachim Gauck a efectuat două călătorii în România, amândouă la invitația Alianței Civice. În anul 1992 a vizitat România între 25-26 mai, ocazie cu care a susținut conferința Cum se lucrează cu dosarele trecutului. În anul 1997 a fost în România între 4-5 iunie, când s-a interesat de stadiul legii Ticu Dumitrescu și de activitatea Memorialului Victimelor Comunismului și al Rezistenței de la Sighet.
La data de 3 decembrie 1999 a participat la Frankfurt la vernisajul primei expoziții dedicate Memorialului Sighet, ocazie cu care a purtat un dialog public cu Ana Blandiana.

## Familie
Gauck este căsătorit cu Gerhild Gauck, căsătorie din care au rezultat doi băieți și două fete, născuți între 1960 și 1979. Începând din 1991 trăiește despărțit de soție. Încă din anul 2000 partenera de viață a lui Gauck este jurnalista Daniela Schadt.